# 只是朋友
《只是朋友》，為泰國GMM 25與oneD於2023年8月12日起播出的電視劇。由卡納潘·佩澤坤（First）、塔納瓦·拉達納奇派山（Khaotung）、基亞契邦·斯里桑（Force）、卡西特·普克普（Book）、柴·尼姆塔瓦特（Neo）及帕金·庫納-阿努維特（Mark）主演。
此劇由GMMTV製作，並在2022年11月GMMTV的「DIVERSELY YOURS」新戲發佈會上公開先導預告片。其後，此劇於2023年8月在GMM 25電視台及oneD首播，同年10月終映。

## 演員陣容
註：括號內的演員姓名為小名。

### 主要人物
- 卡納潘·佩澤坤（First）飾演 Sand
- 塔納瓦·拉達納奇派山（Khaotung）飾演 Ray Pakorn
- 基亞契邦·斯里桑（Force）飾演 Top
- 卡西特·普克普（Book）飾演 Mew
- 柴·尼姆塔瓦特（Neo）飾演 Boston
- 帕金·庫納-阿努維特（Mark）飾演 Nick

### 其他人物
- 帕茜迪·佩蘇緹（Lookjun）飾演 Namchueam
- 皮查彭·格潘（Nonnie） 飾演 April
- 瓦查拉·蘇克丘姆（Jennie）飾演 Yo
- 吉拉提·彭馬尼（Title）飾演 Atom
- Tee Teeradej Vitheepanich

## 劇集原聲帶
| 歌名                     | 歌手                | 來源  |
| ------------------------ | ------------------- | ----- |
| เอาเลยมั้ย（Let's Try）    | 塔納瓦·拉達納奇派山 | [ 5 ] |
| รัก…แล้วได้อะไร（So What?） | 阿藍·阿薩蘇布薩坤   | [ 6 ] |

## 劇集迴響

### 泰國電視收視
- 收視最低的集數以藍色表示，收視最高的集數以紅色表示，而空格則表示該集的收視沒有相關數據。

| 集數 No.   | 播放日期       | 播放時段 (UTC+07:00) | 平均收視率 | 來源 |
| ---------- | -------------- | -------------------- | ---------- | ---- |
| 1          | 2023年8月12日  | 星期六 20:30         | 0.2        |      |
| 2          | 2023年8月19日  | 星期六 20:30         | 0.1        |      |
| 3          | 2023年8月26日  | 星期六 20:30         | 0.2        |      |
| 4          | 2023年9月2日   | 星期六 20:30         | 0.2        |      |
| 5          | 2023年9月9日   | 星期六 20:30         | 0.2        |      |
| 6          | 2023年9月16日  | 星期六 20:30         | 0.2        |      |
| 7          | 2023年9月23日  | 星期六 20:30         | 0.2        |      |
| 8          | 2023年9月30日  | 星期六 20:30         | 0.2        |      |
| 9          | 2023年10月7日  | 星期六 20:30         | 0.1        |      |
| 10         | 2023年10月14日 | 星期六 20:30         | 0.2        |      |
| 11         | 2023年10月21日 | 星期六 20:30         | 0.1        |      |
| 12         | 2023年10月28日 | 星期六 20:30         | 0.2        |      |
| 平均收視率 | 平均收視率     | 平均收視率           | 0.2        | 1    |

^1  基於每集的平均觀眾份額。

## 外部連結
- GMM25官方網站 （页面存档备份，存于）（泰文）
- GMMTV官方網站（泰文）
- OneD官方网站 （页面存档备份，存于）（泰文）
- YouTube上的《Only Friends》播放列表
- MyDramaList 劇集介紹及劇評 （页面存档备份，存于）（英文）
- 豆瓣电影上《只是朋友》的資料 （简体中文）